# Hogna commota
Hogna commota este o specie de păianjeni din genul Hogna, familia Lycosidae. A fost descrisă pentru prima dată de Gertsch, 1934.
Este endemică în Columbia. Conform Catalogue of Life specia Hogna commota nu are subspecii cunoscute.